# Musaddas
Musaddas (in urdu مسدس) è un genere di poesia urdu in cui ogni unità è composta da 6 versi - sestina (misra). I primi scrittori famosi che hanno utilizzato questo modulo sono Mir Anis e Dabeer. Maulana Altaf Husain Hali e Waheed Akhtar sono altri poeti noti per essersi espressi in questa forma di poesia. Particolarmente iconico è il Madd-o-Jazr-e-Islam di Hali come esemplare di questa forma.